# 葛氏半肢水蚤
葛氏半肢水蚤（学名：Hemirhabdus grimaldi）为異肢水蚤科半肢水蚤屬下的一个种。